# Hans Christian Göttlicher
Hans Christian Göttlicher (* 2. Mai 1977 in Kassel) ist ein deutscher Bauingenieur, Lehrer und Politiker (CDU).

## Leben
Göttlicher legte sein Abitur an der Albert-Schweitzer-Schule in Hofgeismar ab und absolvierte dann den Zivildienst an der Käthe-Kollwitz-Schule. Danach studierte er Bauingenieurwesen und schloss das Studium als Dipl. Bauingenieur ab. Er arbeitete dann einige Jahre als Bauingenieur und studierte als Quereinsteiger Lehramt an der Universität Münster und an der Universität Kassel. Seit 2008 unterrichtet Göttlicher Physik und Arbeitslehre-Technik an der Gesamtschule Vellmar.
Göttlicher ist verheiratet und wohnt mit seiner Familie in Immenhausen.
Kommunalpolitisch ist Göttlicher Mitglied der Stadtverordnetenversammlung in Immenhausen. Bei der Bürgermeisterwahl in der SPD-Parteihochburg Immenhausen im Jahr 2021 erhielt er 26,9 % der Stimmen.
Bei der Landtagswahl in Hessen 2023 am 8. Oktober 2023 wurde er für den Wahlkreis Kassel-Land I in den Hessischen Landtag gewählt. Im Landtag ist er Mitglied im Innenausschuss, Kultuspolitischen Ausschuss und Petitionsausschuss sowie stellvertretendes Mitglied im Hauptausschuss.